# Viertes Gesetz zum Schutz der Bevölkerung bei einer epidemischen Lage von nationaler Tragweite
Das Vierte Gesetz zum Schutz der Bevölkerung bei einer epidemischen Lage von nationaler Tragweite (sog. Viertes Bevölkerungsschutzgesetz) ist ein Artikelgesetz, mit dem das Infektionsschutzgesetz sowie das Dritte und Fünfte Buch Sozialgesetzbuch geändert wurden.
Art. 1 Nr. 2 setzte die bis zum 30. Juni 2021 befristete sogenannte „Bundesnotbremse“ oder „Corona-Notbremse“ in Form des neuen § 28b des Infektionsschutzgesetzes (IfSG) in Kraft. Der Paragraph beschreibt bundesweite einheitliche Schutzmaßnahmen zur Eindämmung der COVID-19-Pandemie in Deutschland, die alle, bis auf die Homeoffice-Regelung, Inzidenz-abhängig waren.
Andere Bestandteile des Vierten Bevölkerungsschutzgesetzes enthielten keine Befristungen, insbesondere nicht der Text des § 28c IfSG, der die Verordnungsermächtigung für besondere Regelungen für Geimpfte, Getestete und vergleichbare Personen enthält.

## Anlass
Mit Beschluss vom 3. März 2021 vereinbarten die Bundeskanzlerin und die Regierungschefs der Länder in der Bund-Länder-Konferenz, dass ab einer Sieben-Tage-Inzidenz von über 100 eine sogenannte „Notbremse“ greifen soll:

„Steigt die 7-Tage-Inzidenz pro 100.000 Einwohnerinnen und Einwohner an drei aufeinander folgenden Tagen in einem Bundesland oder einer Region auf über 100, treten ab dem zweiten darauffolgenden Werktag die Regeln, die bis zum 7. März gegolten haben, wieder in Kraft (Notbremse).“

Im Beschluss vom 22. März 2021 wurde eine konsequente Umsetzung betont:

„Angesichts der exponentiell steigenden Infektionsdynamik muss die im letzten Beschluss vereinbarte Notbremse für alle inzidenzabhängigen Öffnungsschritte […] konsequent umgesetzt werden“

Nachdem Bundeskanzlerin Merkel mit der Umsetzungspraxis einzelner Bundesländer unzufrieden war, sprach sie am 28. März 2021 in der Fernsehsendung Anne Will eine mögliche Anpassung des Infektionsschutzgesetzes an. Am 29. März 2021 legten die Wissenschaftlichen Dienste des Deutschen Bundestages eine Stellungnahme zur Gesetzgebungskompetenz des Bundes im Infektionsschutzrecht vor. Darin führen sie aus, dass der Bund sämtliche Maßnahmen zur Bekämpfung der Corona-Pandemie selbst regeln könne. So könne er beispielsweise vorgeben, welche Maßnahmen im Falle der Überschreitung eines bestimmten Inzidenzwertes ergriffen werden müssen, ohne den Ländern einen eigenen Entscheidungsspielraum zu überlassen.

## Bezeichnung
In einer ersten Fassung hatte der Gesetzentwurf die Bezeichnung Gesetz zur Änderung des Infektionsschutzgesetzes (Infektionsschutzgesetzänderungsgesetz). Die Bundesregierung entschied sich dann am 13. April 2021 für den Namen Viertes Gesetz zum Schutz der Bevölkerung bei einer epidemischen Lage von nationaler Tragweite; sie knüpfte damit sprachlich an das Gesetz zum Schutz der Bevölkerung bei einer epidemischen Lage von nationaler Tragweite und dessen zwei Nachfolger an.
In den Medien und von der Bundesregierung werden das Gesetz bzw. die in ihm enthaltenen Maßnahmen auch als „Bundesnotbremse“, „Corona-Notbremse“, „Notbremsegesetz“ oder „bundeseinheitliche Notbremse“ bezeichnet. Damit wird zum Ausdruck gebracht, dass das geplante Gesetz die Reaktion des Bundes auf eine gegenwärtig „bundesuneinheitliche Auslegung der gemeinsam von den Ländern in der regelmäßig stattfindenden Bund-Länder-Konferenz beschlossenen Maßnahmen“ ist.

## Inhalt

### Ergänzung des Infektionsschutzgesetzes
Durch Artikel 1 des Gesetzes wurden in das Infektionsschutzgesetz (IfSG) zwei neue Vorschriften (§ 28b IfSG und § 28c IfSG neuer Fassung [n. F.]) eingefügt und die Bußgeldvorschriften in § 73 IfSG ergänzt.

#### Gesetzliche Maßnahmen, § 28b IfSG
Ziel des Gesetzgebers war es, bei einem hohen Infektionsgeschehen hinreichend weitgehende Maßnahmen zu ergreifen, „um den R-Wert verlässlich unter 1 zu senken und damit eine Abschwächung des Infektionsgeschehens zu erreichen.“ Die Reproduktionszahl (R-Wert) beschreibt, wie viele Menschen eine infizierte Person im Mittel ansteckt.
Seit dem Inkrafttreten des Gesetzes sah § 28b Abs. 1 Nrn. 1–10 IfSG folgende Inzidenz-abhängige Maßnahmen vor:
- Beschränkung privater Zusammenkünfte im öffentlichen oder privaten Raum auf höchstens die Angehörigen eines Haushalts zuzüglich einer weiteren Person je Tag und Haushalt mit einer Höchstzahl von insgesamt fünf Personen, Kinder bis zur Vollendung des 14. Lebensjahres nicht mitgezählt
- nächtliche Ausgangssperren von 22 Uhr bis 5 Uhr, mit bestimmten Ausnahmen (u. a. dienstliche Tätigkeiten und Hundausführen)
  - allein ausgeübte körperliche Bewegung (wie Joggen) bis 24 Uhr bleibt erlaubt.
- Untersagung des Betriebs gewerblicher Freizeiteinrichtungen (z. B. Diskotheken, Schwimmbäder, Freizeitparks)
- regelmäßige COVID-19-Tests in Schulen als Voraussetzung für Präsenzunterricht
  - im Fall einer Sieben-Tage-Inzidenz größer als 100: verpflichtend Wechselunterricht
  - im Fall einer Sieben-Tage-Inzidenz größer als 165: grundsätzliches Verbot des Präsenzunterrichts in Kindertageseinrichtungen, Schulen, Hochschulen u. ä.
- Schließung von Ladengeschäften und Märkten mit Kundenverkehr; ausgenommen sind Lebensmittelhandel einschließlich der Direktvermarktung, Getränkemärkte, Reformhäuser, Babyfachmärkte, Apotheken, Sanitätshäuser, Drogerien, Optiker, Hörgeräteakustiker, Tankstellen, Stellen des Zeitungsverkaufs, Buchhandlungen, Blumenfachgeschäfte, Tierbedarfsmärkte, Futtermittelmärkte, Gartenmärkte und der Großhandel
  - bis zu einer Sieben-Tage-Inzidenz von 150: Einkaufen nur mit Voranmeldung und negativem Test (Click & Meet)
  - Zulässig bleibt in jedem Fall die Abholung vorbestellter Waren (Click & Collect).
- Schließung von Theatern, Opern, Konzerthäusern, Bühnen, Musikclubs, Kinos (mit Ausnahme von Autokinos), Museen, Ausstellungen und Gedenkstätten
  - zulässig bleibt der Besuch von zoologischen und botanischen Gärten mit negativem Test
- Untersagung der Ausübung von Sport, ausgenommen Individualsport (z. B. Joggen) und Profisport (z. B. Fußball-Bundesliga) ohne Zuschauer
  - Für Kinder bis 14 Jahren bleibt kontaktloser Sport in Gruppen bis zu fünf Personen möglich.
- Schließung von Gaststätten aller Art
  - Lieferservice bleibt möglich, Abholung bis 22 Uhr
- Untersagung von Dienstleistungen, bei denen eine körperliche Nähe zum Kunden unabdingbar ist; Ausnahmen: Dienstleistungen, die medizinischen, therapeutischen, pflegerischen oder seelsorgerischen Zwecken dienen sowie Friseurbetriebe und Fußpflege mit der Maßgabe, dass alle Beteiligten Atemschutzmasken (FFP2 oder vergleichbar) tragen und vor dem Besuch eines Friseurbetriebs oder der Fußpflege durch die Kunden ein negatives Ergebnis Testung auf eine Infektion mit dem Coronavirus SARS-CoV-2 vorzulegen ist
- bei der Beförderung von Personen im öffentlichen Personennah- und -fernverkehr sowie bei Taxifahrten und bei der Schülerbeförderung Pflicht zum Tragen einer Atemschutzmaske (FFP2 oder vergleichbar) für Fahrgäste
- Verbot von Hotelübernachtungen zu touristischen Zwecken

Außerdem folgende Inzidenz-unabhängige Maßnahmen:
- Verpflichtung der Arbeitgeber, Homeoffice zu ermöglichen; Verpflichtung der Beschäftigten, ins Homeoffice zu wechseln[14]

Die Maßnahmen sollten in Landkreisen oder kreisfreien Städten automatisch und obligatorisch bei Überschreiten der Sieben-Tage-Inzidenz von 100 Neuinfektionen an drei aufeinander folgenden Tagen ab dem übernächsten Tag gelten. Vorhergehende Beschlüsse auf einer Bund-Länder-Konferenz wurden insoweit entbehrlich. Aufgrund der Normenhierarchie konnten die Länder eigenmächtig keine Ausnahmen oder milderen Maßnahmen – durchaus aber noch strengere – erlassen. Die Maßnahmen sollten solange gelten, bis an fünf aufeinander folgenden Werktagen die Sieben-Tage-Inzidenz in dem betreffenden Landkreis oder der kreisfreien Stadt den Schwellenwert von 100 wieder unterschritten hätte (§ 28b Abs. 2 IfSG n. F.). Verstöße gegen die Inzidenz-abhängigen Maßnahmen wurden bußgeldbewehrt (§ 73 IfSG n. F.).
Die Vorschrift des § 28b IfSG n. F. und die aufgrund des Abs. 6 erlassene Rechtsverordnungen sollten für die Dauer der Feststellung einer epidemischen Lage von nationaler Tragweite nach § 5 Absatz 1 Satz 1 IfSG gelten, längstens jedoch bis zum Ablauf des 30. Juni 2021 (§ 28b Abs. 10 IfSG n. F.).
§ 28b Abs. 6 IfSG n. F. enthielt eine Ermächtigung zugunsten der Bundesregierung, mit Zustimmung von Bundestag und Bundesrat durch Rechtsverordnung zusätzliche Schutzmaßnahmen nach § 28 Abs. 1 und 2 und § 28a Abs. 1 IfSG anzuordnen, wenn die bundesweite Sieben-Tage-Inzidenz den Schwellenwert von 100 überschreitet.
§ 28b IfSG wurde im November 2021 im Zusammenhang des Auslaufens der „epidemischen Lage nationaler Tragweite“ durch einen neuen Text ersetzt, in dem die sogenannten Inzidenzwerte keine Rolle mehr spielen.

#### Verordnungsermächtigung für Ausnahmen, § 28c IfSG
Daneben wurde die Bundesregierung in § 28c IfSG ermächtigt, durch Rechtsverordnung Erleichterungen oder Ausnahmen von den ausnahmslos geltenden Bestimmungen des § 28b IfSG für Personen zu regeln, bei denen von einer Immunisierung gegen das Coronavirus SARS-CoV-2 auszugehen ist oder die ein negatives Ergebnis eines Tests auf eine Infektion mit dem Coronavirus SARS-CoV-2 vorlegen können. Die Verordnung mit ihren bundesweit einheitlich geltenden Bestimmungen sollte aber auch dann zum Tragen kommen, wenn eine Landes-Verordnung gem. § 32 iVm. § 28a IfSG Verbote und Testvorgaben enthält.
Hierauf beruht die COVID-19-Schutzmaßnahmen-Ausnahmenverordnung vom 8. Mai 2021.

### Änderung des Sozialgesetzbuchs
Durch Artikel 3 des Gesetzes wird die Bezugsdauer für das so genannte Kinderkrankengeld von 20 auf 30 Arbeitstage verlängert. Dazu wurde § 45 Abs. 2a Fünftes Buch Sozialgesetzbuch geändert. Die Änderung erfolgte rückwirkend zum 5. Januar 2021.
Analog dazu wird durch Artikel 2 des Gesetzes die Bezugsdauer von Arbeitslosengeld von 20 auf 30 Tage verlängert, wenn erkrankte oder wegen KiTa- oder Schulschließungen betreuungsbedürftige Kinder betreut werden.

## Gesetzgebungsverfahren
Zu dem Gesetz wurde am 9. April 2021 eine sogenannte Formulierungshilfe vorgelegt. Sie wurde am 13. April 2021 mit leicht geändertem Inhalt vom Bundeskabinett verabschiedet und noch am selben Tag als Gesetzentwurf von den Bundestagsfraktionen von CDU/CSU und SPD in das parlamentarische Gesetzgebungsverfahren eingebracht. Die erste Lesung im Bundestag erfolgte am 16. April 2021. Daran schloss sich eine öffentliche Anhörung des Gesundheitsausschusses an. Die angehörten Experten waren sich dabei nicht einig, wie die geplanten Maßnahmen zu bewerten seien. Aufgrund der Anhörung erfolgten noch Änderungen: Der Zeitraum für die nächtliche Ausgangsbeschränkung wurde verringert; Ausnahmen für abendliche Spaziergänger oder Jogger wurden eingefügt. Der Inzidenzwert, ab dem Präsenzunterricht an Schulen verboten ist, wurde von 200 auf 165 verringert. Außerdem wurde eine Verordnungsermächtigung eingefügt, um den Umgang mit Personen zu regeln, die negativ getestet, geimpft oder anderweitig immunisiert sind.
Nach zweiter und dritter Lesung beschloss der Bundestag das Gesetz in der im Gesundheitsausschuss geänderten Fassung am 21. April 2021. Über das Gesetz wurde im Bundestag namentlich abgestimmt. CDU/CSU und SPD stimmten mehrheitlich dafür, FDP, AfD und Die Linke stimmten dagegen, Bündnis 90/Die Grünen enthielten sich.
Am 22. April 2021 beschloss der Bundesrat, den Vermittlungsausschuss nicht anzurufen, und billigte dadurch das Gesetz.
Bundesratspräsident Reiner Haseloff erklärte dazu, ein Einspruch hätte das Gesetz nur verzögert, nicht verbessert oder verhindert.
Am gleichen Tage unterzeichnete Bundespräsident Frank-Walter Steinmeier das Gesetz.
Ebenso erfolgte an selbigem Tag die Verkündung im Bundesgesetzblatt. Das Gesetz trat am Tag nach der Verkündung, also am 23. April 2021, in Kraft.
Die Landkreise und kreisfreien Städte bewerten und veröffentlichen seitdem auf Grundlage der Inzidenzwerte der letzten drei Tage, welche Maßnahmen dort ab dem nächsten Tag gelten. Erstmals wirkte sich das Gesetz auf die Bevölkerung also am 24. April 2021 aus. Dies wurde klargestellt durch den Absatz 6 des § 77 IfSG, der durch das Vierte Bevölkerungsschutzgesetz in das Infektionsschutzgesetz eingefügt wurde.

## Kritik, Bewertung, Verfassungsbeschwerden

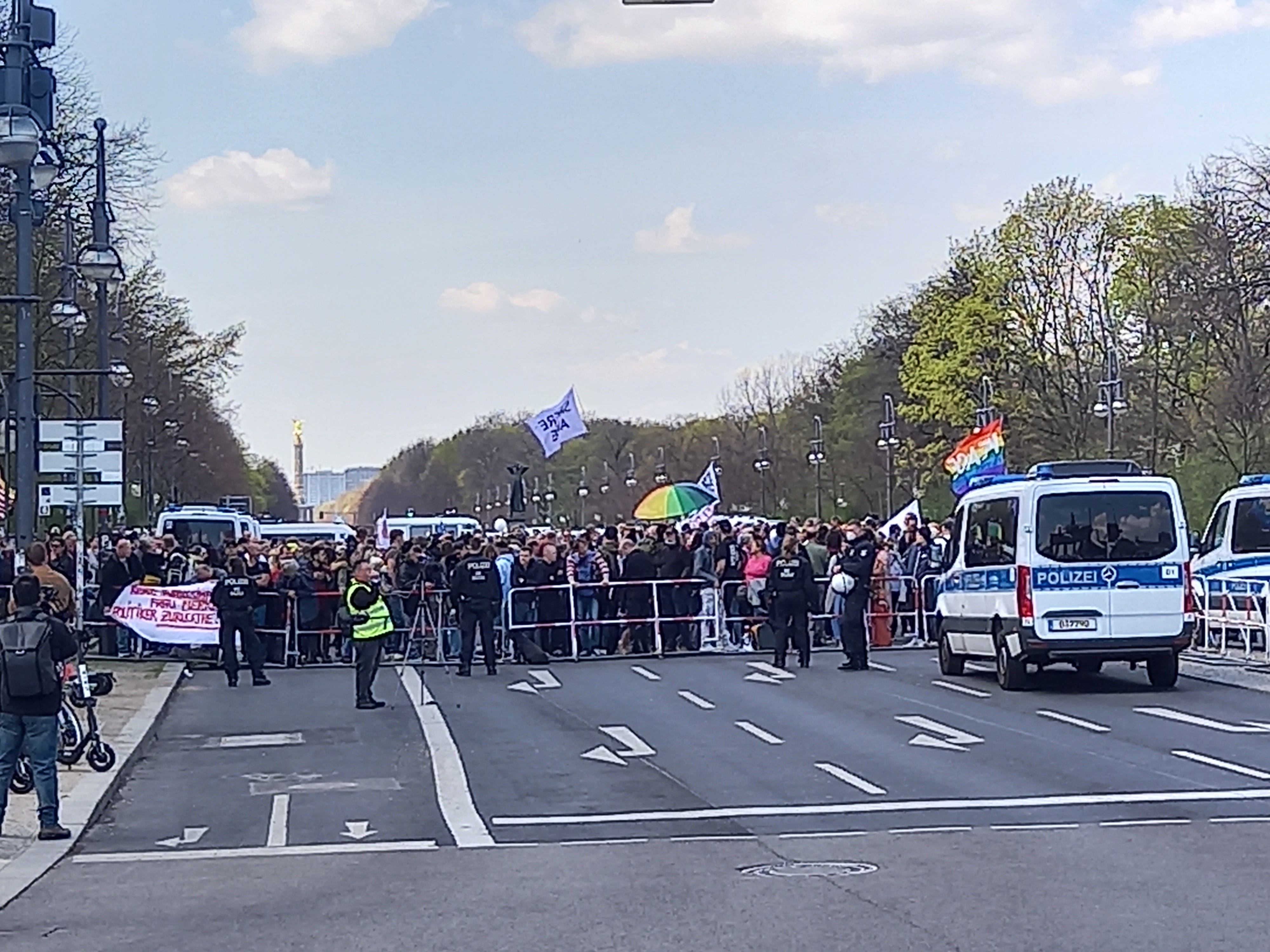
Demonstration am 21. April 2021 auf der Straße des 17. Juni.

### Kritik
FDP-Parteichef Christian Lindner sagte: „Die vorgesehene scharfe Ausgangssperre schließlich ist unverhältnismäßig. Beispielsweise geht vom abendlichen Spaziergang eines geimpften Paares keinerlei Infektionsgefahr aus.“
Kritisiert wurde außerdem die Beschränkung auf eine haushaltsexterne Person und das Fehlen von Regelungen zu Unternehmen, insbesondere einer regelmäßigen Testpflicht in den Betrieben. Die Bundesregierung führte daraufhin in die SARS-CoV-2-Arbeitsschutzverordnung verpflichtende betriebliche Testangebote ein.

### Juristische Bewertung
Die Wissenschaftlichen Dienste des Deutschen Bundestages haben den Gesetzentwurf unter rechtlichen Aspekten geprüft. In ihrer Ausarbeitung vom 15. April 2021 gehen sie von der Prämisse aus, dass der Gesetzgeber in der gegenwärtigen Krise tätig werden müsse, um seiner Schutzpflicht gegenüber der Bevölkerung nachzukommen. Auch sei der ohnehin bestehende Gestaltungsspielraum des Gesetzgebers derzeit „erheblich vergrößert“. Dennoch enthalte der Gesetzentwurf drei besonders problematische Regelungen:
- Alleiniges Abstellen auf die Sieben-Tage-Inzidenz von über 100 Neuinfektionen pro 100.000 Einwohner: Dies könne unverhältnismäßig sein, außerdem müsse geprüft werden, ob „andere für das Infektionsgeschehen relevante Umstände“ einzubeziehen seien.
- Ausgangsbeschränkungen: Es sei zweifelhaft, ob sie einer verfassungsrechtlichen Prüfung standhielten.
- Ausnahmen für geimpfte Personen: Diese fehlten und müssten ergänzt werden.

Den Bedenken des Wissenschaftlichen Dienstes wurden im Gesundheitsausschuss teilweise Rechnung getragen; das Gesetz wurde in einigen Punkten geändert und ergänzt.

### Verfassungsbeschwerden
Bis zum 6. Mai 2021 wurden gegen das Vierte Bevölkerungsschutzgesetz 334 Verfassungsbeschwerden und Anträge auf Erlass von einstweiligen Anordnungen beim Bundesverfassungsgericht (BVerfG) eingereicht. Bis zum Ablauf des 31. Mai 2021 sind „insgesamt 424 Verfahren beim Bundesverfassungsgericht eingegangen, darunter auch ein Verfahren mit über 7000 Beschwerdeführenden“.
Mit Beschlüssen vom 19. November 2021 hat das Bundesverfassungsgericht zahlreiche Verfassungsbeschwerden gegen die mit § 28b IfSG in der Fassung des Vierten Bevölkerungsschutzgesetzes angeordneten bußgeldbewehrten Ausgangs- und Kontaktbeschränkungen sowie Schulschließungen verworfen bzw. zurückgewiesen. In der juristischen Literatur wurde die Entscheidung aus wissenschaftlicher Sicht kritisiert, so etwa von Pautsch in der JSE 1-2022, S. 186.
Die aufgrund der Verfassungsbeschwerden gerichtlich eingeholten Stellungnahmen (§ 94, § 77 BVerfGG) sollen jedoch die Verabschiedung der Ausnahmeverordnung für Geimpfte und Genesene aufgrund § 28c IfSG beschleunigt haben.